# Maxakalisaurus
A Maxakalisaurus topai a hüllők (Reptilia) osztályának dinoszauruszok csoportjába, ezen belül a hüllőmedencéjűek (Saurischia) rendjébe, a Sauropodomorpha alrendjébe, a Sauropoda alrendágába és a Saltasauridae családjába tartozó faj.

## Tudnivalók
A Maxakalisaurus topai 80 millió évvel élt ezelőtt.
A Maxakalisaurus topai közeli rokonságban állt a Saltasaurus loricatusszal, amely egy különleges dinoszaurusz volt, mivel védekezésre jól fel volt szerelve. Az állat bőrén csontos lemezek voltak, és hátgerincéből pedig függőleges képződmények indultak. Ilyen csontos képződmények a Maxakalisaurusnál is megtalálhatóak.
A dinoszaurusz nemének a nevét, a Maxakali törzsről adták, a fajnevet e törzs egyik istenéről kapta; ennek neve Topa.
A Maxakalisaurus körülbelül 13 méter hosszú és 9 tonna súlyú lehetett, de felfedezője szerint, Alexander Kellner, az állat elérhette a 20 métert is. Az állatnak hosszú nyaka és farka volt. Szájában lapos fogak ültek, ami különleges tulajdonság a sauropodák között. Mivel Dél-Amerika el volt szigetelődve abban az időben, a sauropodák evolúciója különleges fajgazdagságra és tulajdonságra tett szert. A Föld más részein a sauropodák kihalófélben voltak.

## Felfedezése
A Maxakalisaurus topait, Alexander Kellner fedezte fel, 1998-ban, Brazíliában. A lelőhely 45 kilométerre van Prata várostól, amely Minas Gerais államban van.